# Голямата риба (Белфаст)
„Голямата риба“ (на английски: The Big Fish), или „Сьомгата на знанието“ (The Salmon of Knowledge), е сред най-известните забележителности в Белфаст, столицата на Северна Ирландия, Великобритания.
Включвана е в рекламни туристически материали за Белфаст и Северна Ирландия.
Създадена е от известния съвременен местен художник Джон Кайнднес (John Kindness) в рамките на проекта „Лагансайд“ през 1999 г. Мястото е забележително, тъй като там се сливат реките Лаган (Lagan) и Фарсет (Farset), на която е наречен Белфаст.
Дължината на скулптурата е около 10 метра, висока е към 3 м. Съдържа капсула на времето с информация, изображения, поезия за града.
Издигната е в чест на едра сьомга, която според легенда била уловена именно там, макар че такава риба никога не е обитавала района. Представлява голяма статуя на риба с мозаечно покритие от керамични плочки с текст и образи, посветени на Белфаст. Според Градския съвет всяка плочка „разказва история за града“. Ълстърският музей в града е предоставил исторически материали за изображенията, а местни училища – детски рисунки.